# Hall of Fame des italienischen Fußballs
In der Hall of Fame del calcio italiano (deutsch „Hall of Fame des Italienischen Fußballs“), die vom italienischen Fußball-Dachverband Federazione Italiana Giuoco Calcio betrieben wird, werden außergewöhnliche Leistungen von Fußballspielern geehrt, die in Italien aktiv waren. Sie befindet sich im Museo del calcio (Museum des Fußballs) im Stadtteil Coverciano in Florenz.
Das Erbe, die Geschichte und die Kultur des italienischen Fußballs sollen dort gepflegt werden. Seit 2011 werden jährlich Spieler, Trainer, Schiedsrichter und Funktionäre aufgenommen.
| Jahr | Italienischer Spieler | Italienischer Trainer        | Italienischer Veteran | Italienischer Schiedsrichter  | Italienischer Funktionär | Ausländischer Spieler | Italienische Spielerin | Posthume Ehrung | Premio Astori                 |
| ---- | --------------------- | ---------------------------- | --------------------- | ----------------------------- | ------------------------ | --------------------- | ---------------------- | --- | ----------------------------- |
| 2011 | Roberto Baggio        | Marcello Lippi Arrigo Sacchi | Luigi Riva            | Pierluigi Collina             | Adriano Galliani         | Michel Platini        | nicht vergeben         | Ottorino Barassi Enzo Bearzot Fulvio Bernardini Giovanni Ferrari Artemio Franchi Giovanni Mauro Giuseppe Meazza Silvio Piola Vittorio Pozzo Gaetano Scirea Ferruccio Valcareggi | nicht vergeben                |
| 2012 | Paolo Maldini         | Giovanni Trapattoni          | Dino Zoff             | Luigi Agnolin Paolo Casarin   | Giampiero Boniperti      | Marco van Basten      | nicht vergeben         | Concetto Lo Bello Valentino Mazzola Nereo Rocco Angelo Schiavio | nicht vergeben                |
| 2013 | Franco Baresi         | Fabio Capello                | Gianni Rivera         | Sergio Gonella Cesare Gussoni | Massimo Moratti          | Gabriel Batistuta     | nicht vergeben         | Eraldo Monzeglio | nicht vergeben                |
| 2014 | Fabio Cannavaro       | Carlo Ancelotti              | Sandro Mazzola        | Stefano Braschi               | Giuseppe Marotta         | Diego Maradona        | Carolina Morace        | Giacomo Bulgarelli Carlo Carcano Ferruccio Novo | nicht vergeben                |
| 2015 | Gianluca Vialli       | Roberto Mancini              | Marco Tardelli        | Roberto Rosetti               | Corrado Ferlaino         | Ronaldo               | Patrizia Panico        | Umberto Agnelli Giacinto Facchetti Helenio Herrera | nicht vergeben                |
| 2016 | Giuseppe Bergomi      | Claudio Ranieri              | Paolo Rossi           | Graziano Cesari (widerrufen)  | Silvio Berlusconi        | Paulo Roberto Falcão  | Melania Gabbiadini     | Giulio Campanati Nils Liedholm Cesare Maldini | nicht vergeben                |
| 2017 | Alessandro Del Piero  | Osvaldo Bagnoli              | Bruno Conti           | nicht vergeben                | Sergio Campana           | Ruud Gullit           | Elisabetta Vignotto    | Stefano Farina Italo Allodi Renato Dall’Ara Árpád Weisz Azeglio Vicini | nicht vergeben                |
| 2018 | Francesco Totti       | Massimiliano Allegri         | Giancarlo Antognoni   | Nicola Rizzoli                | Antonio Matarrese        | Javier Zanetti        | Milena Bertolini       | Amedeo Amadei Gianni Brera (Sonderpreis) Giuseppe Viani | Igor Trocchia                 |
| 2019 | Andrea Pirlo          | Carlo Mazzone                | Gabriele Oriali       | Alberto Michelotti            | Antonio Percassi         | Zbigniew Boniek       | Sara Gama              | Pietro Anastasi Luigi Radice | Mattia Agnese Romelu Lukaku   |
| 2021 | Alessandro Nesta      | Antonio Conte                | Antonio Cabrini       | Gianluca Rocchi               | Giovanni Sartori         | Karl-Heinz Rummenigge | Barbara Bonansea       | Luigi Simoni Armando Picchi Romano Fogli Fino Fini Vujadin Boškov | Simon Kjær                    |
| 2022 | Gianfranco Zola       | José Mourinho                | Alessandro Altobelli  | nicht vergeben                | Ernesto Pellegrini       | Zinédine Zidane       | Cristiana Girelli      | Siniša Mihajlović Ernő Erbstein | Luca Martelli Mario Sconcerti |
| 2023 | Daniele De Rossi      | Luciano Spalletti            | Roberto Boninsegna    | nicht vergeben                | Ariedo Braida            | Andrij Schewtschenko  | Valentina Giacinti     | Agostino Di Bartolomei Vincenzo D’Amico Manlio Scopigno | Santo Rullo                   |